# Schedewind
Schedewind (Latijn: flatus vaginalis) is het geluid dat kan ontstaan door ontsnappende lucht uit de vagina.
Dit geschiedt meestal op het moment dat de vaginale spieren zich ontspannen in het begin van de opwindingsfase tijdens de geslachtsgemeenschap, maar komt ook voor na de gemeenschap en, zij het zeldzamer, tijdens andere seksuele activiteiten of bij rekkingsoefeningen. Hoewel het voortgebrachte geluid doet denken aan een wind zijn er geen afvalgassen bij betrokken, zodat er geen geur wordt waargenomen. Een dergelijke schedewind is volkomen onschuldig, als het vaginale gas echter sterk ruikt of ontlasting bevat dan kan dit op een fistel tussen vagina en darm duiden. 